# Challenger Lugano 2007
Il Challenger Lugano 2007 è stata la nona edizione di un torneo di tennis facente parte della categoria ATP Challenger Series nell'ambito dell'ATP Challenger Series 2007. Il torneo si è giocato a Lugano in Svizzera dall'11 al 17 giugno 2007 su campi in terra rossa.

## Vincitori

### Singolare
Werner Eschauer ha battuto in finale  Jiří Vaněk con il punteggio di 6–4, 4–6, 7–6(2)

### Doppio
Sanchai Ratiwatana /  Sonchat Ratiwatana hanno battuto in finale  Jean-Claude Scherrer /  Lovro Zovko con il punteggio di 6–4, 6–4